# Canton d'Ormesson-sur-Marne
Le canton d'Ormesson-sur-Marne est une division administrative française située dans le département du Val-de-Marne et la région Île-de-France.
À la suite du redécoupage cantonal de 2014, le canton est supprimé et son territoire réparti entre le canton du Plateau briard et le canton de Saint-Maur-des-Fossés-2.

## Histoire
Le redécoupage cantonal organisé par le décret du 24 décembre 1984 rescinde les cantons de Champigny-sur-Marne-Est, Champigny-sur-Marne-Ouest et Chennevières-sur-Marne, afin de créer : 

- le canton de Champigny-sur-Marne-Centre ;

- le canton de Champigny-sur-Marne-Est ;

- le canton de Champigny-sur-Marne-Ouest ; 

- le canton de Chennevières-sur-Marne ;

- et le canton d'Ormesson-sur-Marne, « comprenant les communes de Noiseau, Ormesson-sur-Marne et La Queue-en-Brie ».
Un nouveau découpage territorial du Val-de-Marne entré en vigueur à l'occasion des premières élections départementales suivant le décret du 17 février 2014. Les conseillers départementaux sont, à compter de ces élections, élus au scrutin majoritaire binominal mixte. Les électeurs de chaque canton élisent au Conseil départemental, nouvelle appellation du Conseil général, deux membres de sexe différent, qui se présentent en binôme de candidats. Les conseillers départementaux sont élus pour 6 ans au scrutin binominal majoritaire à deux tours, l'accès au second tour nécessitant 12,5 % des inscrits au 1er tour. En outre, la totalité des conseillers départementaux est renouvelée. Ce nouveau mode de scrutin nécessite un redécoupage des cantons dont le nombre est divisé par deux avec arrondi à l'unité impaire supérieure si ce nombre n'est pas entier impair, assorti de conditions de seuils minimaux. Dans le Val-de-Marne le nombre de cantons passe ainsi de 49 à 25.
Dans ce cadre, le canton est supprimé, et :
- Ormesson-sur-Marne est rattaché au canton de Saint-Maur-des-Fossés-2
- Noiseau et La Queue-en-Brie sont intégrés au canton du Plateau briard.

## Représentation
| Période | Période          | Identité           | Étiquette             | Qualité |
| ------- | ---------------- | ------------------ | --------------------- | --- |
| 1985    | 1999 (démission) | Olivier d'Ormesson | CNI puis FN puis CNI  | Agriculteur Maire d'Ormesson-sur-Marne (1947 → 1998) Député de la Seine puis du Val-de-Marne (1958 → 1962 et brièvement en 1986) Député européen (1979-1987) Ancien conseiller général du Canton de Boissy-Saint-Léger (1955-1964) et du Canton de Chennevières-sur-Marne (1970-1976, 1978-1985) |
| 1999    | 2015             | Guy Le Doeuff      | RPR puis UMP puis DVD | Ingénieur retraité Maire d'Ormesson-sur-Marne (1998 → 2014) |

## Composition
| Communes           | Population (2012) | Code postal | Code Insee |
| ------------------ | ----------------- | ----------- | ---------- |
| Noiseau            | 3 971             | 94 880      | 94 053     |
| Ormesson-sur-Marne | 9 793             | 94 490      | 94 055     |
| La Queue-en-Brie   | 10 852            | 94 510      | 94 060     |

## Démographie
| 1962  | 1968   | 1975   | 1982   | 1990   | 1999   | 2009 |
| ----- | ------ | ------ | ------ | ------ | ------ | ---- |
| 8 794 | 12 461 | 17 647 | 21 063 | 22 766 | 24 616 | -    |